# Bijan Djir-Sarai
Bijan Djir-Sarai (ur. 6 czerwca 1976 w Teheranie) – niemiecki polityk irańskiego pochodzenia, w latach 2009–2013 i od 2017 poseł do Bundestagu, w latach 2021–2024 sekretarz generalny Wolnej Partii Demokratycznej.

## Życiorys

### Pochodzenie
Rodzice mieszkający w Iranie powierzyli go w wieku jedenastu lat, bez znajomości języka niemieckiego, pod opiekę wuja w Grevenbroich w 1987 r. W ten sposób chcieli zapewnić mu lepsze perspektywy życiowe. Wczesne doświadczenia w totalitarnym reżimie Djir-Sarai wielokrotnie opisywał jako czynnik kształtujący jego zaangażowanie polityczne, w szczególności jego zaangażowanie na rzecz praw obywatelskich i praw człowieka. 

### Edukacja
Po ukończeniu Pascal-Gymnasium w Grevenbroich Djir-Sarai studiował zarządzanie na uniwersytecie w Kolonii i ukończył studia. Podczas studiów otrzymywał stypendium Fundacji Friedricha Naumanna dla uzdolnionych uczniów.

### Kariera polityczna
W 2004 Djir-Sarai objął przewodnictwo grupy rad okręgowych FDP w Neuss. Od 2006 roku jest członkiem zarządu FDP w Nadrenii Północnej-Westfalii. W wyborach w 2009 roku udało mu się dostać do niemieckiego Bundestagu na jedną kadencję. W marcu 2014 r. objął przewodnictwo stowarzyszenia okręgowego FDP w Düsseldorfie. W latach 2013–2016 Djir-Sarai pracował dla miejskiego dostawcy usług IT. Był odpowiedzialny za obszary rozwoju biznesu i współpracy międzygminnej. W maju 2016 r. został szefem działu informatyki i technologii informatycznych, urzędu katastralnego i administracyjnego, zarządzania budynkami i kontrolingu w administracji okręgowej nadreńskiego okręgu Neuss. W 2017 r. ponownie został posłem Bundestagu jako kandydat FDP.   
Jako członek parlamentu Djir-Sarai opowiadał się za poprawą sytuacji w zakresie praw człowieka na Bliskim i Środkowym Wschodzie. Polityka integracyjna była jednym z jego priorytetów politycznych.  
W grudniu 2021 nominowany na stanowisko sekretarza generalnego Wolnej Partii Demokratycznej, w listopadzie 2024 zrezygnował ze stanowiska po rozpadzie tzw. koalicji sygnalizacji świetlnej.  

### Cofnięcie tytułu doktora
Djir-Sarai uzyskał doktorat w 2008 r. na Wydziale Ekonomii i Nauk Społecznych Uniwersytetu w Kolonii. Jego rozprawa dotyczyła ekologicznej modernizacji przemysłu PVC w Niemczech. Platforma internetowa VroniPlag Wiki w 2011 r. stwierdziła, że praca zawierała wiele nieodpowiednich źródeł. Uniwersytet w Kolonii pozbawił go w dniu 5 marca 2012 r. stopnia doktora, ponieważ obowiązki cytowania naukowego nie zostały przez niego wystarczająco uwzględnione. 